# Louise Catherine Breslau

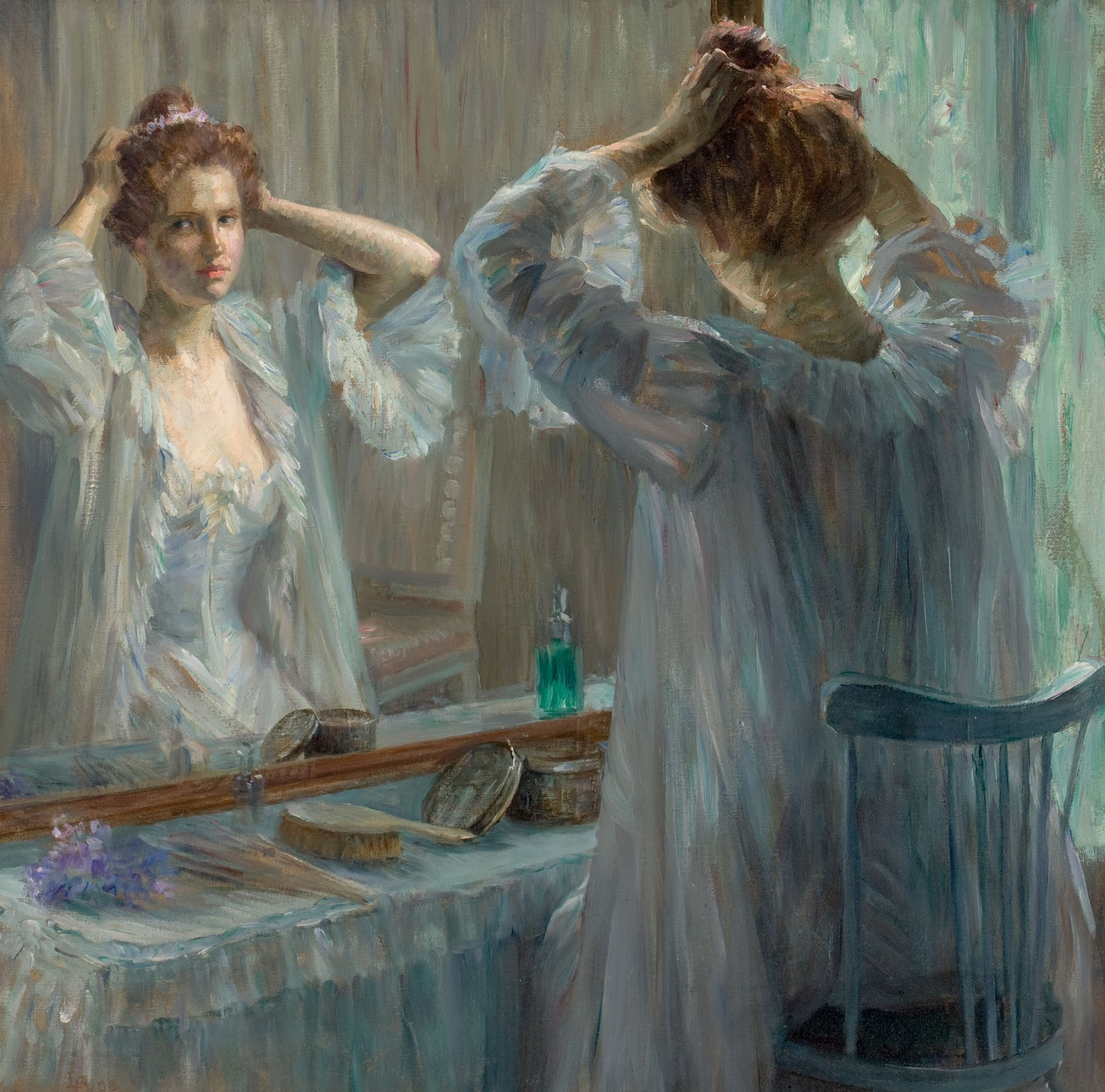
Madeleine Zillhardt en La Toilette, obra de Louise Catherine Breslau (1898).

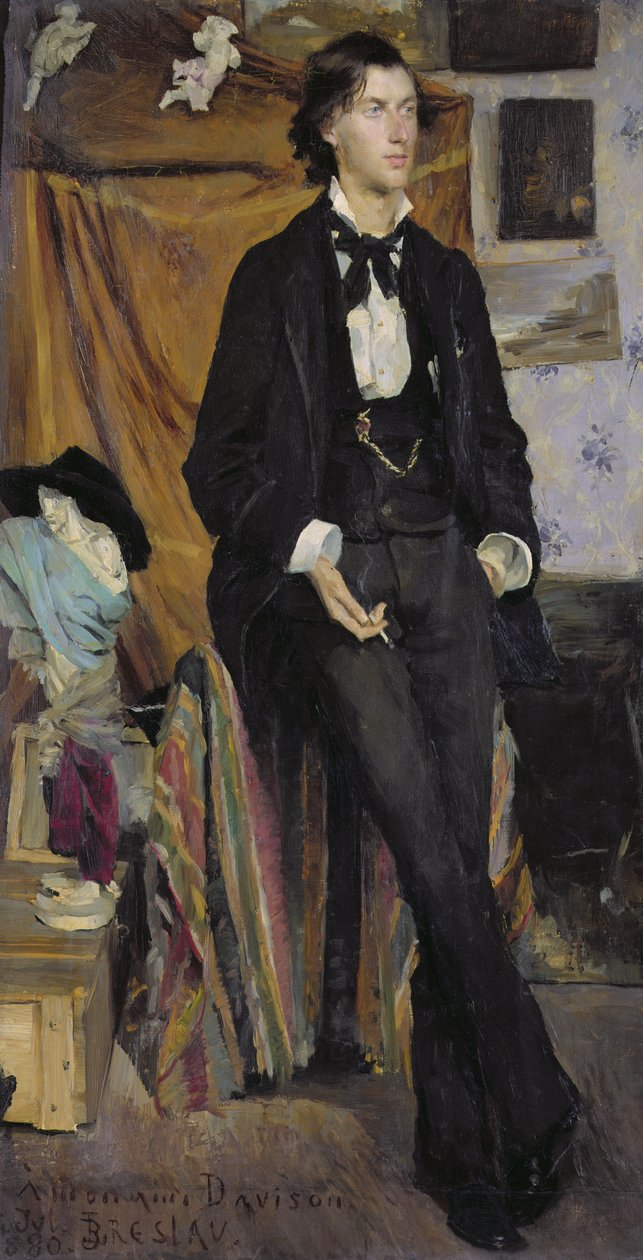
Retrato de Henry Davison (1880) Museo de Orsay.

Louise Catherine Breslau (Maria Luise Katharina Breslau) (Múnich, 6 de diciembre de 1856-Neuilly-sur-Seine, 12 de mayo de 1927), fue una pintora alemana nacionalizada suiza.

## Trayectoria
Breslau fue criada en una familia de clase media acomodada. Suiza se convirtió en el hogar de la familia Breslau cuando su padre, un respetado obstetra y ginecólogo, aceptó el puesto de profesor y médico jefe de obstetricia y ginecología en la Universidad de Zúrich, cuando Louise tenía dos años. A los diez años de edad su padre murió repentinamente y Louise fue enviada a un convento cerca del Lago de Constanza, con la esperanza de aliviar su asma crónico.
En 1874, después de tomar lecciones del artista local suizo Eduard Pfyffer, Breslau se dio cuenta de que debía abandonar el país si quería hacer realidad su sueño de estudiar arte en serio. Uno de los pocos lugares que proporcionaba clases a mujeres fue la Académie Julian en París, donde rápidamente llamó la atención de prestigiosos profesores y los celos de algunos de sus compañeros como su condiscípula María Bashkirtseff. Allí conoció a Madeleine Zillhardt, su pareja durante 40 años.
En 1879, se presentó en el Salón de París con un autorretrato. Y comenzó a colaborar con la revista de los impresionistas La Vie Moderne, en la cual Alphonse Daudet reproducirá algunos trabajos de Breslau entre 1881 y 1883. Poco después cambió su nombre por el afrancesado de Louise Catherine, abrió su propio taller y colaboró habitualmente en exposiciones con varios premios. En 1889 fue la primera mujer extranjera en recibir la medalla de oro de la Exposición Universal de París, por la obra Contre-Jour (1888) que representa la pareja que formaba con Zillhardt. En 1892 expuso su obra en Nueva York. Un año después de su muerte, en 1928, la Escuela de Bellas Artes de París la honró con una retrospectiva.

## Obra
- El té de las cinco (1883)
- Autorretrato (1886)

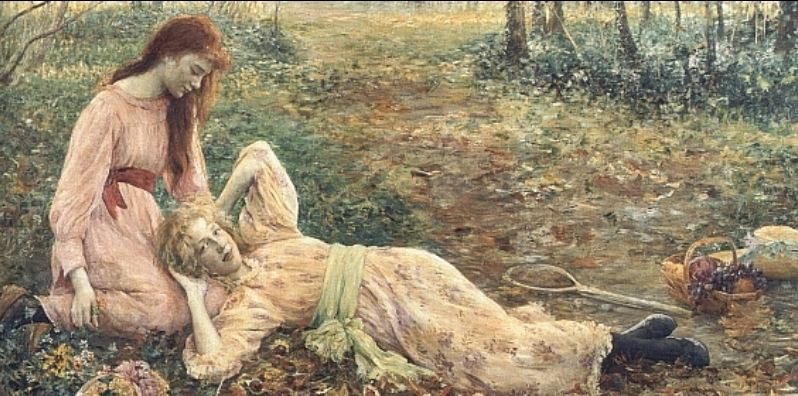
Jóvenes, 1890. Óleo sobre lienzo, 120 x 220 cm, presentado en el Museo Nacional Thyssen-Bornemisza de Madrid (2023-2024).

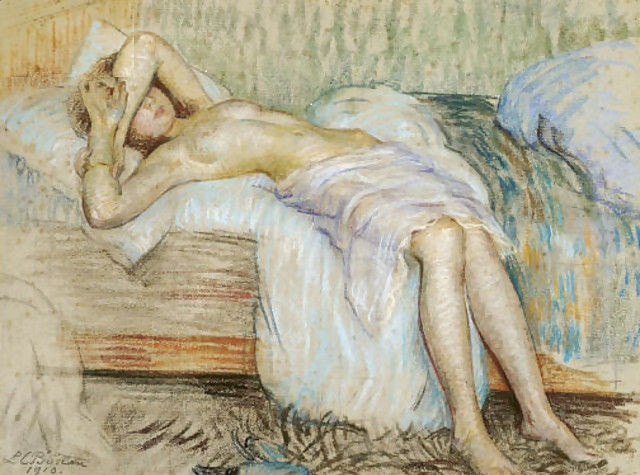
Paresse matinale, 1900.

- Retrato de Madeleine Zillhardt (1889)[4]
- Meninas leyendo (1897)
- Las modistas (1899)
- Paresse matinale (1900)
- Retrato de Henry Davison (1903), Museo de Orsay[5]
- Mujer llorando (1905), Museo de Lucerna[6]

## Reconocimientos
- Se convirtió en la tercera mujer y la primera no francesa en recibir la Legión de Honor.
- Una plaza pública de la ciudad de París se llama plaza Louise-Catherine-Breslau-et-Madeleine-Zillhardt en el barrio de Saint-Germain-des-Prés, en el VI Distrito de la capital francesa.[7]
- En 1928, su pareja Madeleine Zillhardt, ayudada por la princesa Winnaretta Singer, compró un barco para hacer un refugio del Ejército de Salvación. La nave fue rehabilitada por Le Corbusier en este sentido y fue nombrada "Louise-Catherine" en memoria de la pintora. El barco, situado en el XIII Distrito de París, se hundió en febrero de 2018 durante las inundaciones del río Sena, esperando ahora su rehabilitación.[8]

## Exposiciones y retrospectivas
- 1904: Galería Georges Petit, París. Mademoiselle Louise Breslau.
- 1921: Galería Hector Brame, París
- 1926: Galería Durand-Ruel, París
- 1928: Escuela de Bellas Artes de París[9]
- 1980-1981: Pastels et miniatures du XIXe siècle. Musée du Louvre, París
- 1989: Les petites filles modernes. Museo de Orsay, París
- 2001-2002 : Louise Breslau. De l'impressionnisme aux années folles. Museo de Bellas Artes de Lausana[10]
- 2005-2006 : Louise Breslau. Dans l'intimité du portrait. Museo de Bellas Artes de Dijon
- 2008: Amazonas del arte nuevo, Fundación Mapfre, Instituto de Cultura, Madrid[11]
- 2012: Women Artists in the Belle-Epoque, Queensland Art Gallery, Brisbane (Australia)
- 2012 : ‘Modern Woman: Daughters and Lovers 1850 — 1918, Drawings from the Musée d’Orsay, Paris’, Queensland Art Gallery (QAG),
- 2013 : Le portrait dans la collection de pastels du musée d'Orsay. Museo de Orsay. París
- 2017-2018: Her Paris, Women artists in the age of Impressionism, Denver Art Museum.
- 2017-2018. L'art du pastel. Petit Palais, Museo de las Bellas Artes de Ciudad de París
- 2017-2018: Women artists in Paris, 1850-1900, Denver, Denver Art Museum, 22.10.2017 - 14.01.2018
- 2018: Women artists in Paris, 1850-1900, Louisville, The Speed Art Museum, 17.02.2018 - 13.05.2018
- 2018: Women artists in Paris, 1850-1900, Williamstown, Clark Art Institute, 09.06.2018 - 03.09.2018.[12]
- 2023: Exposición Maestras, del 31 de octubre de 2023 al 4 de febrero de 2024 (Jóvenes),[13] Museo Nacional Thyssen-Bornemisza de Madrid[14]

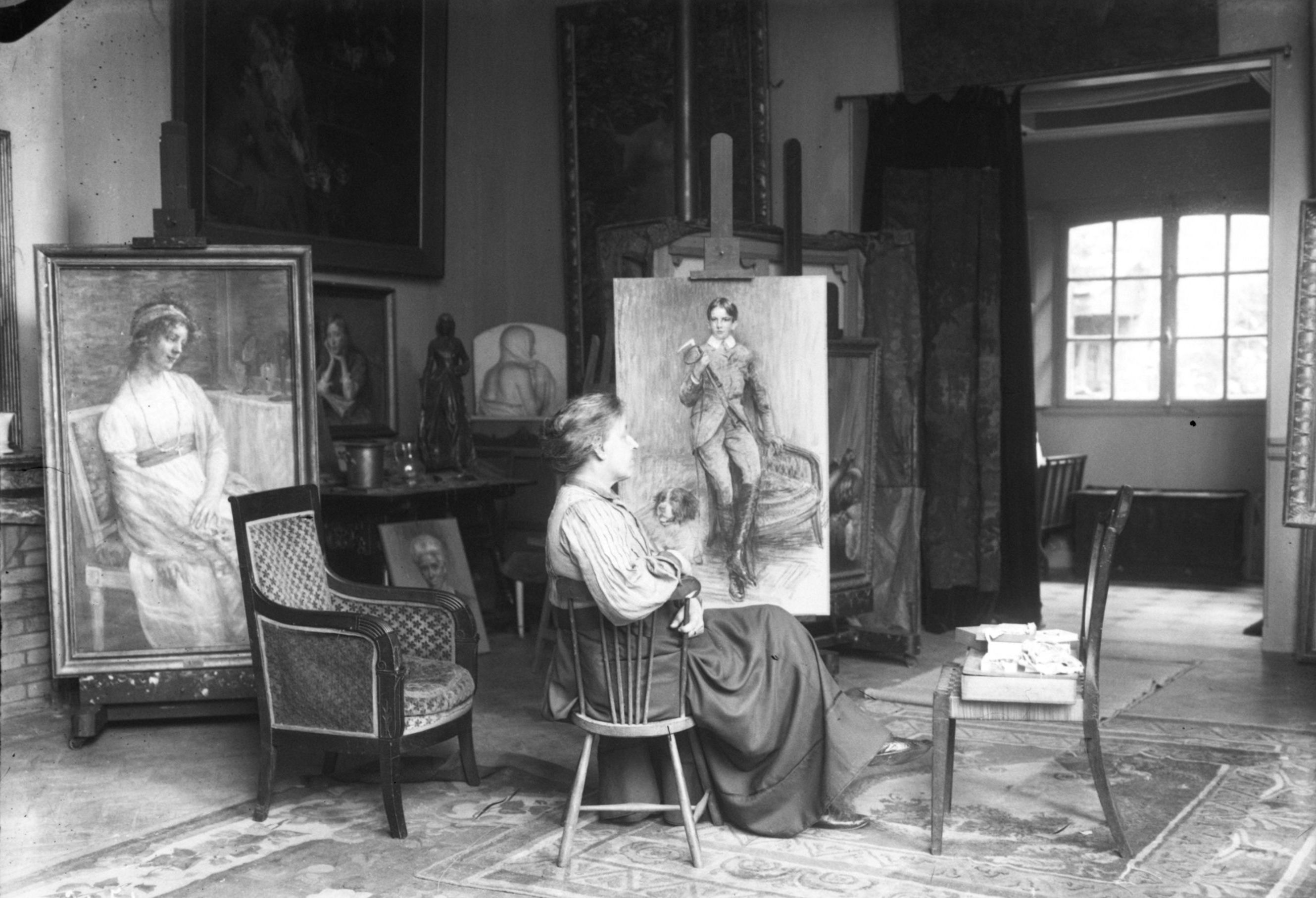
Louise Catherine Breslau en su taller, 1912